# Ukrspetsexport
UKRSPECEXPORT (en ucraniano: Укрспецекспорт, es la abreviación de Exportaciones Especiales de Ucrania), es una de las firmas estatales ucraniana que vende armamento y suministros militares, y que forma parte del conglomerado estatal Ukroboronprom. 

## Historia
Ukrspecexport se formó tras la fusión de las firmas Ukroboronservice y Ukrinmash en noviembre de 1996. UKRSPECEXPORT no solo comercializa productos de la industria bélica ucraniana, sino que vende a su vez productos procedentes de los excedentes del material de reserva estratégico de la Unión Soviética que aún siguen en territorio ucraniano. Desde febrero del año 2011, la compañía también produce armas de uso personal y sus respectivas municiones.

## Escándalos
Tras las filtraciones de wikileaks, se hicieron públicos documentos en donde miembros de los servicios diplomáticos de Estados Unidos estaban en constante lucha con los de Ucrania para tratar de detener el flujo de armas de esta firma a grupos terroristas reconocidos de oriente medio y dentro de las milicias rebeldes de Sudán del Sur.